# Какавин Рамаяна
«Какавин Рамаяна» (индон. Kakawin Ramayana; старояв. ꦏꦏꦮꦶꦤ꧀ꦫꦴꦩꦴꦪꦟ Kakawin Rāmāyaṇa; яв. ꦏꦏꦮꦶꦤ꧀ ꦫꦴꦩꦴꦪꦟ Kakawin Ramayana;  балийск. ᬓᬓᬯᬶᬦ᭄ᬭᬵᬫᬵᬬᬡ Kakawin Ramayana) — яванская (индонезийская) версия древнеиндийского санскритского эпоса «Рамаяна», один из наиболее значительных памятников яванской литературы. Написана на старояванском языке на острове Ява приблизительно в 870 году, в период царства Матарам. Какавин — это яванская форма санскритской кавьи. Это самый большой по объёму яванский эпос. «Какавин Рамаяна» много веков пользуется огромной популярностью среди яванцев, которые считают это произведение верхом поэтического творчества. «Какавин Рамаяна» по своему содержанию заметно отличается от изначальной индуистской «Рамаяны». В то время как первая половина «Какавин Рамаяны» имеет значительное сходство с оригиналом, его вторая половина практически не имеет с ним ничего общего. Большинство учёных считают «Какавин Рамаяну» переработкой так называемого искусственного эпоса «Раванавадха» древнеиндийского поэта Бхатти.